# Cardiffský hrad
Cardiffský hrad je rozsáhlý hrad na místě římské pevnosti v Cardiffu, hlavním městě Walesu. Hrad byl v 19. století přestavěn v převážně novogotickém stylu a vybaven velmi bohatě zdobenými interiéry. Hrad je jednou z nejpopulárnějších turistických atrakcí Walesu. Hrad a park je chráněn jako památka I. stupně.

## Historie

### Římská pevnost
Římská pevnost na místě dnešního hradu byla pravděpodobně založena na konci 50. let 1. století, a to na strategickém místě, které dovolovalo lehký přechod přes moře (Bristolský záliv). Tato pevnost byla první ze čtyř různých pevností. Všechny pevnosti měly téměř čtvercový tvar. První z nich byla největší a rozkládala se na ploše téměř 12 ha. Druhá a třetí pevnost byly menší. První pevnost patrně sloužila k podmanění okolního území, zatímco druhá a třetí byly spíše součástí systému posádkových pevností než pohraniční pevnosti. Ve 4. století vznikla čtvrtá a poslední pevnost, která byla na rozdíl od prvních třech dřevěných pevností postavena z kamene a byla těžce opevněna. Po pádu Římské říše byla pevnost opuštěna, ale sídliště vzniklé u pevnosti zůstalo zachováno. Zbytky hradeb poslední římské pevnosti byly objeveny roku 1888 a od roku 1897 byla nad těmito zbytky postavena replika římských hradeb. Ta však obsahuje galerii, která sloužila 3. markýzi z Bute, majiteli hradu, k provozování cvičení i za špatného počasí a během druhé světové války byla využívána jako protiletadlový kryt pro téměř 2000 lidí. Originální římské zdivo je v hradbách jasně vymezeno.

### Normané
Roku 1081 postavil Vilém I. Dobyvatel v Cardiffu hrad. Normané využili trosky poslední římské pevnosti a zvětšili a opevnili valy a příkopy. Místo bylo rozděleno na vnitřní a vnější část velkou kamennou zdí, jejíž základy se dodnes dochovaly. Dále byla navršena motte, na které hrabě Robert Fitzhamon nechal postavit hlavní hradní věž (The Keep), která byla stejně jako řada jiných budov na hradě postavena zřejmě ze dřeva. Za Fitzhamonova zetě Roberta Fitzroye byla dřevěná věž nahrazena kamennou věží. V následujících 200 letech byl hrad v držení mocných rodin de Clare, Despenser a Beauchamp. Byl také často přestavován. Například hlavní věž byla spojena masivní zdí s černou věží (Black Tower) postavenou u hradní brány.

### Příchod rodiny Bute
Roku 1683 zdědila hrad Charlotte Herbertová po svém otci 7. hraběti z Pembroke. Její vnučka si roku 1766 vzala za manžela 1. markýze z Bute. V následujících 30 letech byl hrad, opuštěný od dob občanské války, přestavěn podle plánu architekta Henryho Hollanda. Vzniklo nové křídlo v gregoriánském gotickém stylu a změnami prošly i interiéry. Architekt krajinář Capability Brown pak nechal strhnout masivní dělicí zeď a jiné starobylé budovy.

### 3. markýz z Bute a William Burges
Současnou tvář hradu ovlivnila zejména viktoriánská přestavba hradu Johnem Crichtonem-Stuartem 3. markýzem z Bute (1847–1900) a jeho architektem Williamem Burgesem (1827–1881) v převážně novogotickém stylu. 3. markýz z Bute byl mimořádně bohatý, díky tomu, že jeho původem skotská rodina vlastnila uhelné doly ve Walesu. Byl také vzdělaný a zabýval se jazykovědou, archeologií a mysticismem. Ve 21 letech konvertoval ke katolické církvi. Byl také velkým mecenášem a podporoval i velšskou kulturu. Oba muži sdíleli fascinaci světem středověku a stali se přáteli. Burges se obklopil schopnými umělci a řemeslníky a nejprve vybudoval věž na jihovýchodním rohu paláce a hodinovou věž s kolorovanými sochami představujícími planety. Poté začal přestavovat celý palác a jeho interiér.

### Moderní éra
V díle svého otce do jisté míry pokračoval i John Crichton-Stuart mladší, 4. markýz z Bute, který mimo jiné dokončil výstavbu repliky římských hradeb. Po jeho smrti roku 1947 byl hrad spolu s většinou jeho parku darován rodinou městu Cardiff. Poté zde sídlila hudební škola (National College of Music and Drama) a od roku 1974 se stal hrad jednou z nejpopulárnějších turistických atrakcí Walesu.

## Architektura

### Hlavní hradní věž (The Keep)

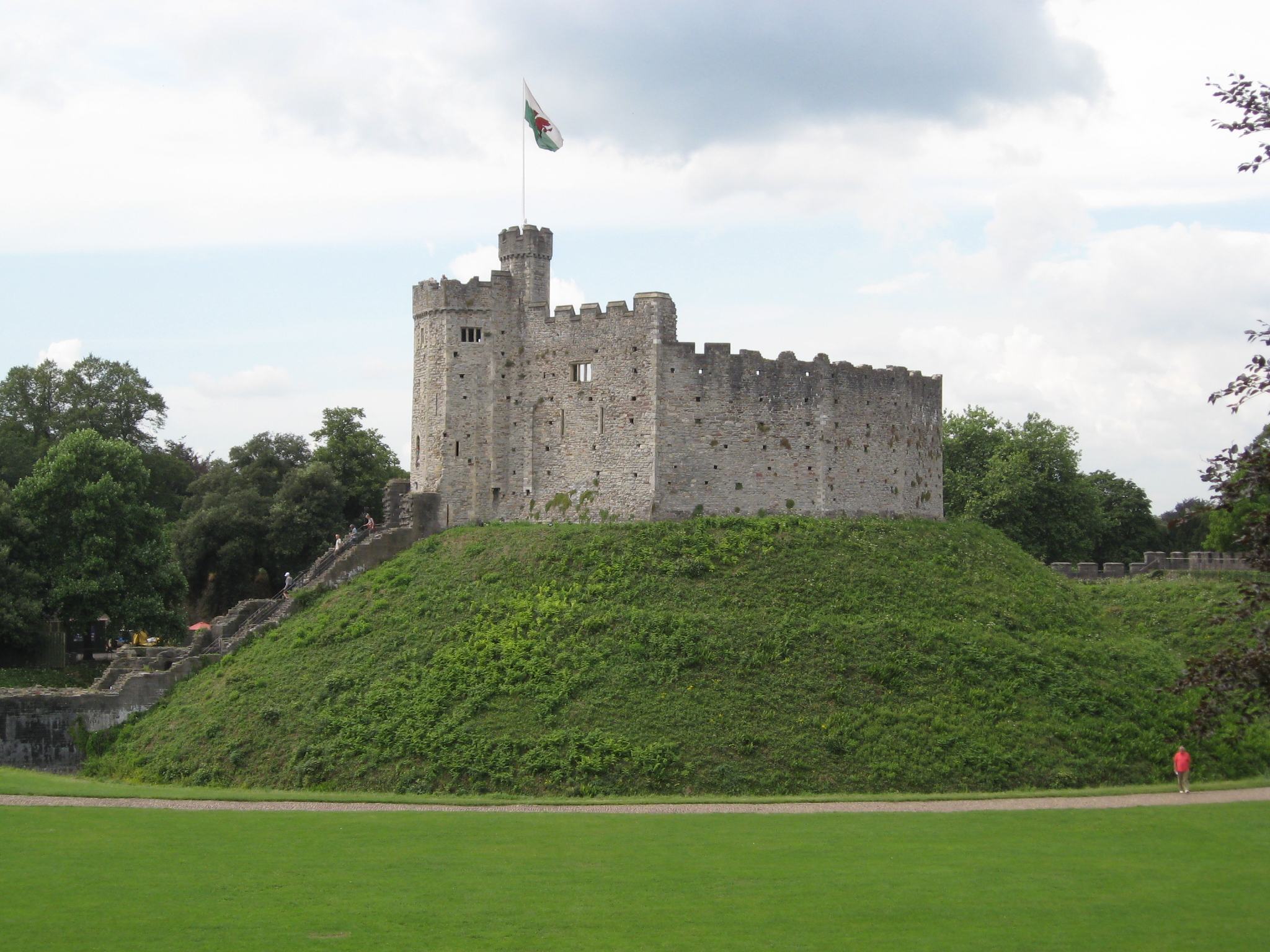
Hradní věž (Keep)

Tato rozměrná věž patří k nejlepším příkladům hlavní věže hradu (donjonu) ve Walesu. Jde o mohutně opevněnou plášťovou věž, v níž stály menší budovy, které byly určeny pro ubytování pána a jeho domácnosti. Věž měla vlastní studnu a mohla v ní být uložena i velká zásoba potravin. Ani to nezabránilo tomu, aby Velšané roku 1185 její zdi slezli a unesli hraběte i s ženou a následníkem. Věž obsahovala velký sál, který byl však během anglické občanské války zničen. Masivní budovy stojící na čele věže byly pak nejpozději do roku 1784 strženy.

### Interiéry
Burges a markýz Bute navrhli pro palác velkolepě zdobené interiéry. Například pokoj pro děti (Day Nursey) je vyzdoben kachličkami s hrdiny a hrdinkami dětské literatury. Markýzova koupelna je obložena růžovým místním alabastrem a vana je z mramoru. Jeho ložnice je vymalována malbami na téma biblických příběhů a na krbu je zlacená socha Jana Evangelisty. Hodovní síň je největší místností na hradě a je v nejstarší části budovy. Nástěnné malby v ní jsou inspirovány příběhem o středověkém hradu a ozvěnou stylu středověkých iluminací z manuskriptů. Knihovna vznikla na místě středověké velké haly paláce a tzv. středního pokoje. Chaucerův pokoj vznikl pro markýzovu ženu a dekorace (skla, malba a sochy) v něm jsou inspirovány anglickým středověkým básníkem Geoffreyem Chaucerem. Letní kuřácký pokoj má stěny, podlahu a strop prozářeny barevnými a zlacenými dekoracemi. Ložnice svobodného mládence je vyzdobena malbami na téma minerální bohatství, kterému rodina v podstatě vděčila za své bohatství. Arabský pokoj má dřevěný strop v maurském stylu, který je pozlacen plíšky z čistého zlata a patří k nejpřednějším místnostem hradu.